# 시오지리토게 전투
시오지리토게 전투(일본어: 塩尻峠の戦い)는 센고쿠 시대에 치러졌던 전투 중의 하나로, '갓쓰루토게 전투(勝弦峠の戦い)'라고도 한다.
1548년(덴분 17년)에 일어난 우에다하라 전투에서 다케다 하루노부가 무라카미 요시키요에게 대패한 사건은, 시나노의 호족에게 큰 충격을 주었다. 특히 스와 군다이(諏訪郡代) 이타가키 노부카타의 전사로 인한 스와 지방에서의 혼란은 심각했다.

## 경과
동년 8월 13일(음력 7월 10일), 하나오카 씨(花岡氏), 야지마 씨(矢島氏) 등의 스와 니시카타슈(西方衆)는 오가사와라 나가토키와 손잡고, 다케다(武田)에의 반공을 일으킨다. 어쩔 수 없이 다케다의 스와 성주대리는, 시나노의 거점 우에하라성으로 철퇴한다.
하루노부는 14일에 군을 이끌고 출진하지만, 21일까지 본국 가이에서 나오지 않았다. 이것은 오가사와라 군의 눈을 속이는 작전으로, 21일부터 은밀하게 진군을 서둘러 22일에는 우에하라성에 입성했다. 그리고 같은 날, 시나노 시오지리토게에 포진한 오가사와라 군 5000명을 급습했다. 방심하고 있던 오가사와라 군은 허를 찔려 대혼란에 빠지고, 1000명이 넘는 사망자를 내고 패주한다. 하루노부는 부중(府中)을 모조리 태워버리고 가이로 귀환했다.
그런데 실제로 작전을 지휘한 것은 다케다 노부시게이며, 하루노부는 최후까지 가이에서 움직이지 않았다고 하는 설도 있다.

## 전후
하루노부는 영지의 기반을 공고히 한 후, 시나노의 오가사와라 영지에 재차 침공을 개시했다. 이 때, 다케다에 두려움을 느껴 싸우지 않고 도망치는 자가 속출했다. 1550년(덴분 20년)에는 궁지에 몰린 나가토키가 무라카미 요시키요를 의지해 멀리 달아난다. 그리고 반란을 일으켰던 스와 니시카타슈는 영지를 빼앗기고 추방당한다.